# 62e cérémonie des Tony Awards
La 62e cérémonie des Tony Awards a eu lieu le 15 juin 2008 au Radio City Music Hall de New York et a été retransmise en direct à la télévision sur CBS. La cérémonie récompensait les productions de Broadway en cours pendant la saison 2007-2008 et à l'affiche avant le 7 mai 2008.

## Cérémonie
La cérémonie a été présentée par l'actrice américaine Whoopi Goldberg. Elle s'est déroulée dans le Radio City Music Hall (Salle utilisée depuis 1997). Lors de cette édition, deux nouveaux prix ont été décernés ; Meilleur son pour une pièce et Meilleur son pour une comédie musicale  .

### Présentateurs
Lors de la soirée, plusieurs personnalités se sont relayées pour annoncer les noms des gagnants dont Alec Baldwin, Gabriel Byrne, Julie Chen, Kristin Chenoweth, Glenn Close, Harry Connick, Jr., Laurence Fishburne, Whoopi Goldberg, Richard Griffiths, Laura Linney, John Lithgow, Liza Minnelli, Mary-Louise Parker, Mandy Patinkin, David Hyde Pierce, Daniel Radcliffe, Brooke Shields, Marisa Tomei, Lily Tomlin, John Waters et Adam Duritz,.

### Prestations
La troupe du Roi lion inaugura la cérémonie en chantant "Circle of Life". La troupe de Grease avec Max Crumm et Laura Osnes,  dans les rôles respectifs de Danny et Sandy, chanta "Grease" et "We Go Together".
Patti LuPone chanta "Everything's Coming Up Roses" avec Boyd Gaines et Laura Benanti de Gypsy. Suivi d'un medley de la troupe de South Pacific reprenant "There Is Nothin' Like A Dame", "Some Enchanted Evening", et "(I'm in Love with) a Wonderful Guy". Daniel Evans et Jenna Russell chantèrent "Move On" de Sunday in the Park with George.
La troupe de Cry-Baby présenta « A Little Upset » suivi de la troupe de Passing Strange, avec Daniel Breaker et De'Adre Aziza, sur « Keys (Marianna) »/« Keys (It's Alright) ». Lin-Manuel Miranda et une partie de la troupe de In the Heights proposa "In the Heights"/"96,000", après quoi la troupe de Xanadu chanta "Don't Walk Away".
Trois nouvelles comédies musicales non nommées dans la catégorie « Meilleure comédie musicale » interprétèrent un extrait de leur spectacle dont Sierra Boggess pour La Petite Sirène, Faith Prince pour A Catered Affair et enfin Leslie Kritzer, Matt Cavenaugh, Megan Mullally et Shuler Hensley pour Young Frankenstein. La troupe de Rent présenta "La Vie Boheme" et "Seasons of Love".

## Palmarès
Les nommés ont été annoncés le 13 mai 2008.
| Meilleure pièce | Meilleure comédie musicale |
| --- | --- |
| - August: Osage County – Tracy Letts - Rock 'n' Roll – Tom Stoppard - The Seafarer – Conor McPherson - The 39 Steps – Patrick Barlow | - In the Heights - Cry-Baby - Passing Strange - Xanadu |
| Meilleure reprise d'une pièce | Meilleure reprise d'une comédie musicale |
| - Boeing Boeing - Le Retour - Les Liaisons dangereuses - Macbeth | - South Pacific - Grease - Gypsy - Sunday in the Park with George |
| Meilleur acteur dans une pièce | Meilleure actrice dans une pièce |
| - Mark Rylance – Boeing Boeing dans le rôle de Robert - Ben Daniels – Les Liaisons dangereuses dans le rôle du Vicomte de Valmont - Laurence Fishburne – Thurgood dans le rôle de Thurgood Marshall - Rufus Sewell – Rock 'n' Roll dans le rôle de Jan - Patrick Stewart – Macbeth dans le rôle de Macbeth   | - Deanna Dunagan – August: Osage County dans le rôle de Violet Weston - Eve Best – Le Retour dans le rôle de Ruth - Kate Fleetwood – Macbeth dans le rôle de Lady Macbeth - S. Epatha Merkerson – Come Back, Little Sheba dans le rôle de Lola Delaney - Amy Morton – August: Osage County dans le rôle de Barbara Weston Fordham |
| Meilleur acteur dans une comédie musicale | Meilleure actrice dans une comédie musicale |
| - Paulo Szot – South Pacific dans le rôle de Emile de Becque - Daniel Evans – Sunday in the Park with George dans le rôle de George - Lin-Manuel Miranda – In the Heights dans le rôle de Usnavi - Stew – Passing Strange dans le rôle de Narrator - Tom Wopat – A Catered Affair dans le rôle de Tom Hurley | - Patti LuPone – Gypsy dans le rôle de Mama Rose - Kerry Butler – Xanadu dans le rôle de Kira/Clio - Kelli O'Hara – South Pacific dans le rôle de Ensign Nellie Forbush - Faith Prince – A Catered Affair dans le rôle de Agnes 'Aggie' Hurley - Jenna Russell – Sunday in the Park with George dans le rôle de Dot/Marie         |
| Meilleur acteur de second rôle dans une pièce | Meilleure actrice de second rôle dans une pièce |
| - Jim Norton – The Seafarer dans le rôle de Richard Harkin - Bobby Cannavale – Mauritius dans le rôle de Dennis - Raúl Esparza – Le Retour dans le rôle de Lenny - Conleth Hill – The Seafarer dans le rôle d'Ivan Curry - David Pittu – Is He Dead? dans le rôle de plusieurs personnages                   | - Rondi Reed – August: Osage County dans le rôle de Mattie Fae Aiken - Sinéad Cusack – Rock 'n' Roll dans le rôle de Eleanor/Esme - Mary McCormack – Boeing Boeing dans le rôle de Gretchen - Laurie Metcalf – November dans le rôle de Clarice Bernstein - Martha Plimpton – Top Girls dans le rôle de Pope Joan/Angie           |
| Meilleur acteur de second rôle dans une comédie musicale | Meilleure actrice de second rôle dans une comédie musicale |
| - Boyd Gaines – Gypsy dans le rôle de Herbie - Daniel Breaker – Passing Strange dans le rôle de Youth - Danny Burstein – South Pacific dans le rôle de Luther Billis - Robin de Jesús – In the Heights dans le rôle de Sonny - Christopher Fitzgerald – Young Frankenstein dans le rôle de Igor              | - Laura Benanti – Gypsy dans le rôle de Louise - de'Adre Aziza – Passing Strange dans le rôle d'Edwina/Marianna/Sudabey - Andrea Martin – Young Frankenstein dans le rôle de Frau Blücher - Olga Merediz – In the Heights dans le rôle d'Abuela Claudia - Loretta Ables Sayre – South Pacific dans le rôle de Bloody Mary         |
| Meilleur livret de comédie musicale | Meilleure partition originale |
| - Stew – Passing Strange - Mark O'Donnell et Thomas Meehan – Cry-Baby - Quiara Alegría Hudes – In the Heights - Douglas Carter Beane – Xanadu | - In the Heights – Lin-Manuel Miranda (musique et paroles) - Cry-Baby – David Javerbaum et Adam Schlesinger (musique et paroles) - La Petite Sirène – Alan Menken (musique), Howard Ashman et Glenn Slater (paroles) - Passing Strange – Stew (musique et paroles) et Heidi Rodewald (paroles)                                    |
| Meilleurs décors pour une pièce | Meilleurs décors pour une comédie musicale |
| - Todd Rosenthal – August: Osage County - Peter McKintosh – The 39 Steps - Scott Pask – Les Liaisons dangereuses - Anthony Ward – Macbeth | - Michael Yeargan – South Pacific - David Farley, Timothy Bird et The Knifedge Creative Network – Sunday in the Park with George - Anna Louizos – In the Heights - Robin Wagner – Young Frankenstein |
| Meilleurs costumes pour une pièce | Meilleurs costumes pour une comédie musicale |
| - Katrina Lindsay – Les Liaisons dangereuses - Gregory Gale – Cyrano de Bergerac - Rob Howell – Boeing Boeing - Peter McKintosh – The 39 Steps | - Catherine Zuber – South Pacific - David Farley – Sunday in the Park with George - Martin Pakledinaz – Gypsy - Paul Tazewell – In the Heights |
| Meilleures lumières pour une pièce | Meilleures lumières pour une comédie musicale |
| - Kevin Adams – The 39 Steps - Howard Harrison – Macbeth - Donald Holder – Les Liaisons dangereuses - Ann G. Wrightson – August: Osage County | - Donald Holder – South Pacific - Ken Billington – Sunday in the Park with George - Howell Binkley – In the Heights - Natasha Katz – La Petite Sirène |
| Meilleur son pour une pièce | Meilleur son pour une comédie musicale |
| - Mic Pool – The 39 Steps - Simon Baker – Boeing Boeing - Adam Cork – Macbeth - Ian Dickson – Rock 'n' Roll | - Scott Lehrer – South Pacific - Acme Sound Partners – In the Heights - Sebastian Frost – Sunday in the Park with George - Dan Moses Schreier – Gypsy |
| Meilleure mise en scène pour une pièce | Meilleure mise en scène pour une comédie musicale |
| - Anna D. Shapiro – August: Osage County - Maria Aitken – The 39 Steps - Conor McPherson – The Seafarer - Matthew Warchus – Boeing Boeing | - Bartlett Sher – South Pacific - Sam Buntrock – Sunday in the Park with George - Thomas Kail – In the Heights - Arthur Laurents – Gypsy |
| Meilleure chorégraphie | Meilleure orchestration |
| - Andy Blankenbuehler – In the Heights - Rob Ashford – Cry-Baby - Christopher Gattelli – South Pacific - Dan Knechtges – Xanadu | - Alex Lacamoire et Bill Sherman – In the Heights - Jason Carr – Sunday in the Park with George - Stew et Heidi Rodewald – Passing Strange - Jonathan Tunick – A Catered Affair |

## Récompenses et nominations multiples

### Nominations multiples
- 13: In the Heights
- 11: South Pacific
- 9: Sunday in the Park with George
- 7: August: Osage County, Gypsy et Passing Strange
- 5: Les Liaisons Dangereuses
- 4: Cry-Baby, Rock 'n' Roll, The Seafarer et Xanadu
- 3: Young Frankenstein, A Catered Affair et Le Retour
- 2: La Petite Sirène

### Récompenses multiples
- 7: South Pacific
- 5: August: Osage County
- 4: In the Heights
- 3: Gypsy
- 2: The 39 Steps et Boeing Boeing

## Autres récompenses
Le prix Tony Honors for Excellence in the Theatre a été décerné à Stephen Sondheim. Le Special Tony Award a été décerné à Robert Russell Bennett. Le Regional Theatre Tony Award a été décerné au Chicago Shakespeare Theater.